# Cornette

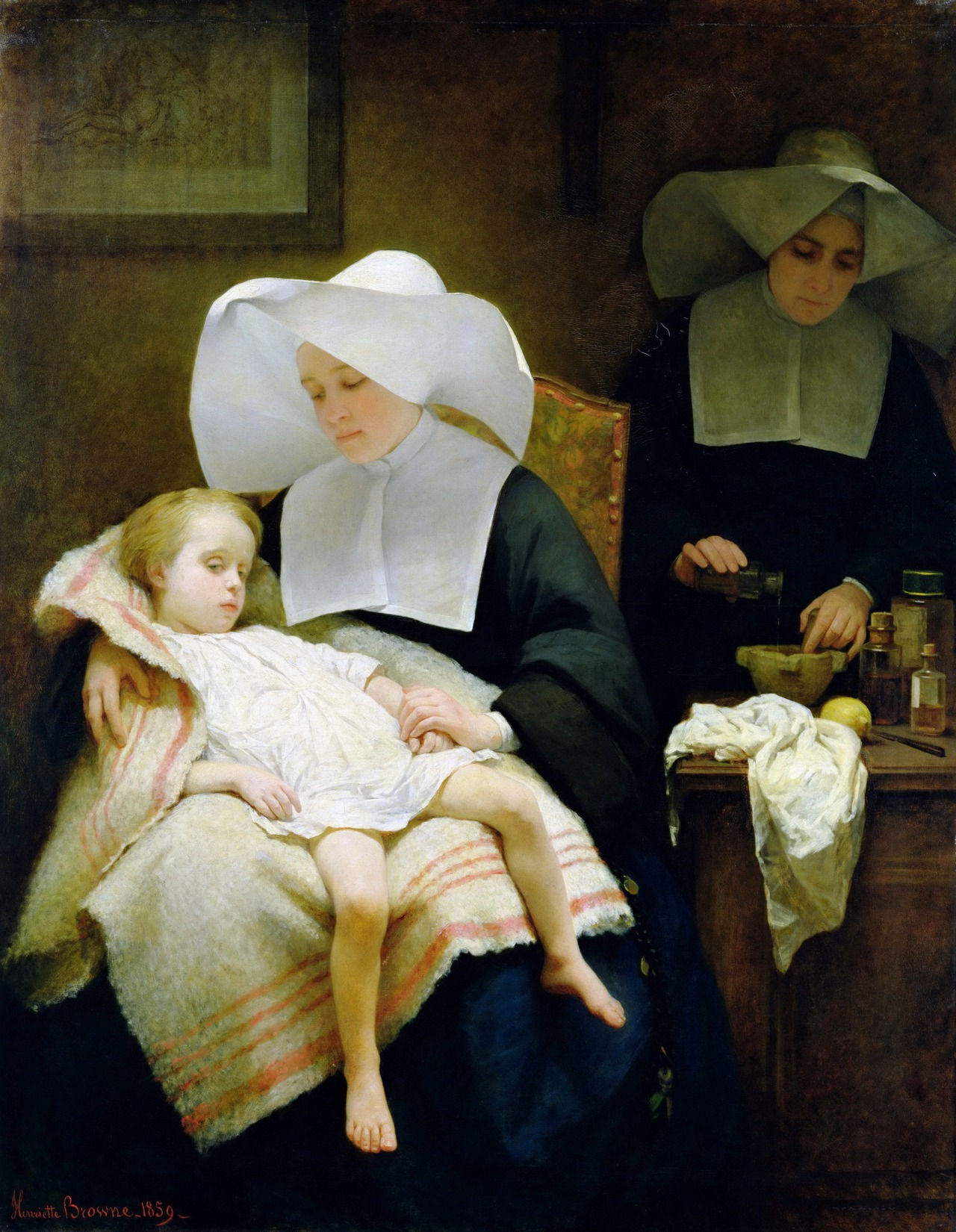
Las hermanitas de la caridad en el cuadro homónimo pintado por Henriette Browne (1859)

Cornette es un tipo de toca originada en la indumentaria femenina en la Europa de los siglos XV y XVII. Se la asocia al griñon, larga pieza de tela blanca plegada hacia arriba, formando unas alas o cuernos (en francés cornes) sobre la cabeza del individuo.

## Uso por las Hijas de la Caridad
La cornette siguió siendo utilizada como una pieza de indumentaria particular por las Hijas de la Caridad, Sociedad de Vida Apostólica de la Iglesia católica, fundada por Vicente de Paul. La intención del fundador era que esta congregación atendiera a los pobres y enfermos sin necesidad de permanecer en claustro, recordando así a mujeres comunes de la clase media en su indumentaria, por lo que la cornette fue adoptada junto a ella. Cuando el tocado cayó en desuso, se convirtió en un distintivo de las Hijas de la Caridad, llamadas en Irlanda las "monjas mariposas" (en inglés: "butterfly nuns"). Abandonaron la cornette el 20 de septiembre de 1964.

## En cine y televisión

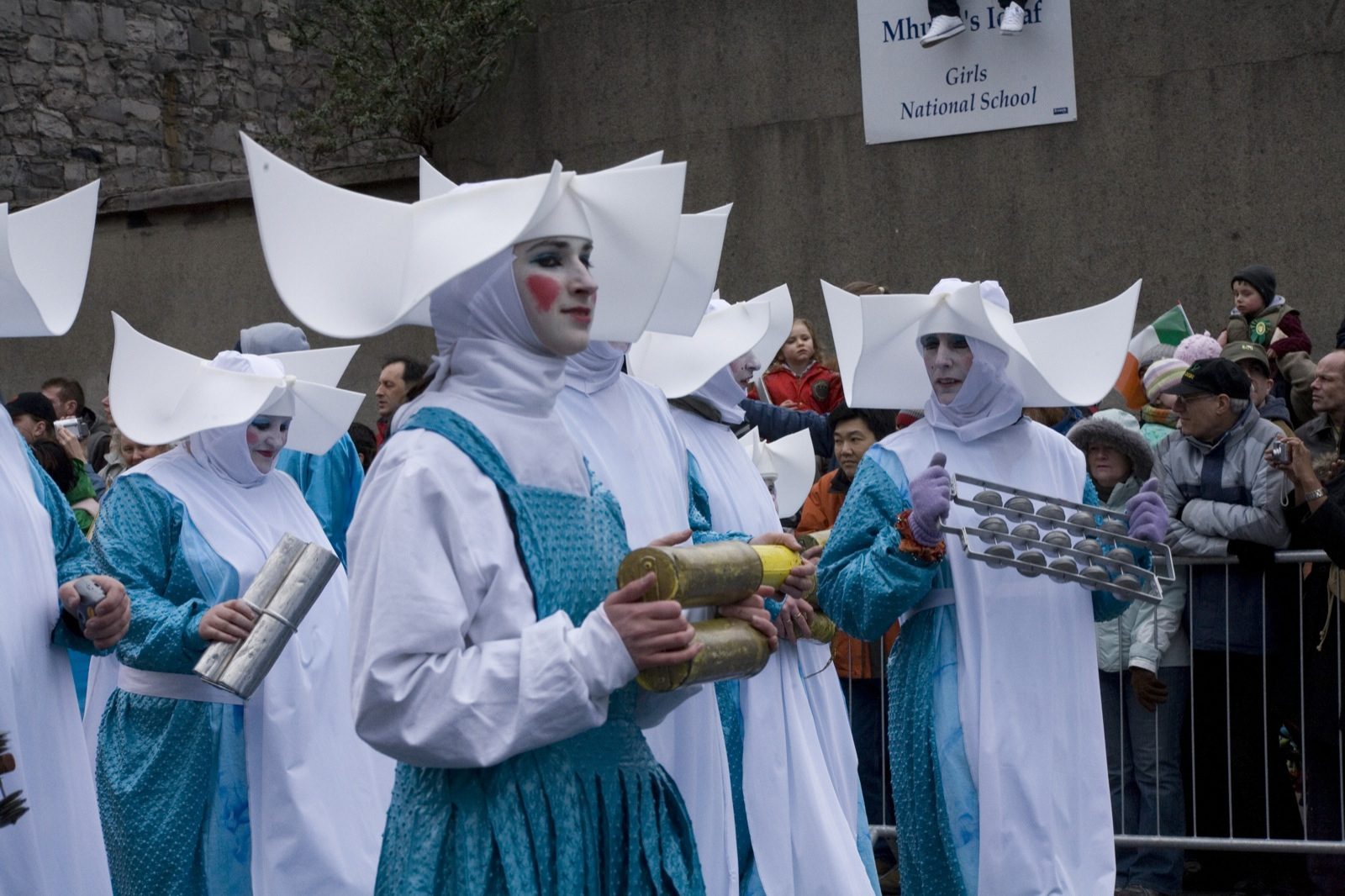
Grupo de "butterfly nuns" en la Parada del Día de San Patricio, Dublín, en 2007.

- Clásico del cine semi-mudo, en la secuencia de apertura de Play Time, película de Jacques Tati de 1967, las cornettes de dos monjas se mueven como alas mientras caminan por el aeropuerto.
- El tocado de las monjas de la serie The Flying Nun (La monja Voladora) de 1960 parodian la cornette para facilitar las escenas de vuelo de la protagonista Sally Field.